# Schlimia jasminodora
Schlimia jasminodora är en orkidéart som beskrevs av Jules Émile Planchon och Jean Jules Linden. Schlimia jasminodora ingår i släktet Schlimia och familjen orkidéer. Inga underarter finns listade i Catalogue of Life.